# Schlesische Lotterie
Die Schlesische Lotterie, auch Kartenlotterie, Kartentombola, Grüne Wiese, Großes Los oder Bullermännchen, ist ein einfaches Glücksspiel, das mit zwei Paketen zu 32 Blatt (deutscher oder französischer) Spielkarten gespielt wird.

## Das Spiel
Die folgende Beschreibung stützt sich auf Meyers Konversationslexikon von 1889. 

### Loskauf
Jeder Mitspieler nimmt sich von den 32 Blatt eines Pakets eine oder mehrere, gewöhnlich zwei Karten (Lose) und zahlt an den Bankhalter pro Blatt den vereinbarten Preis (Einsatz), z. B. 1 €.

### Ziehung
Der Bankhalter nimmt nun das zweite Paket, mischt es, lässt abheben und zieht davon neun Blätter ab, dabei legt er zuerst vier Paare untereinander aus, die neunte Karte ist das große Los (Ziehung 1. – 5. Klasse). 

### Auszahlung
Für jede Karte des ersten Paares zahlt der Bankier den einfachen, für jede des zweiten Paares den doppelten, für jede des dritten Paares den dreifachen, für jede des vierten Paares den vierfachen und für das große Los den neunfachen Einsatz zurück.
Nach jedem Spiel nimmt der Bankier die gezogenen Karten und mischt sie wieder in das Kartenpaket ein; die Spieler können vor jeder neuen Tour ihre Karten wechseln.

### Bankvorteil
Kann der Bankhalter alle 32 Lose zum Preis von 1 € verkaufen, so nimmt er 32 € ein und muss insgesamt 2·1 + 2·2 + 2·3 + 2·4 + 1·9 = 29 € an Gewinnen auszahlen, d. h. dem Bankhalter bleibt ein Profit (Bankvorteil) von 3 €, i. e. 9,375 % aller Einsätze. 

## Belege
1. ↑  Bullermännchen In: Claus D. Grupp: Kartenspiele. Falken-Verlag Erich Sicker, Wiesbaden 1975; S. 13–14. ISBN 3-8068-2001-5.